# Homme (musikgrupp)
Homme (hangul: 옴므) är en sydkoreansk duogrupp bildad 2010 av Big Hit Entertainment.
Gruppen består av de två manliga medlemmarna Lee Hyun från 8Eight och Lee Chang-min från 2AM.

## Medlemmar
| Namn          | Namn   | Födelsedatum    |
| Romanisering  | Hangul | Födelsedatum    |
| ------------- | ------ | --------------- |
| Lee Hyun      | 이현   | 8 november 1983 |
| Lee Chang-min | 이창민 | 1 maj 1986      |

## Diskografi

### Album
| Albuminformation                                       | Topplacering          |
| Albuminformation                                       | Sydkorea (Gaon Chart) |
| ------------------------------------------------------ | --------------------- |
| Homme by Hitman Bang (EP-skiva) - Släppt: 28 juli 2010 | —                     |
| Pour les femmes (EP-skiva) - Släppt: 23 juli 2014      | —                     |